# 500 najboljih pjesama svih vremena (Rolling Stone)
500 najboljih pjesama svih vremena (eng. The 500 Greatest Songs of All Time) popis je američkog časopisa Rolling Stone koji je 2004. godine objavio, prema njihovom mišljenju, 500 najboljih pjesama svih vremena.
Kao i godinu dana prije objavljen popis  500 najboljih albuma svih vremena, našao se na udaru kritike. Najveći su kritičari bili Hip-Hop fanovi kao i ljubitelji pop glazbe. Razočaravajuća činjenica je i da su prve dvije pjesme na popisu u imenu pjesme ili sastava nosili ime i samog časopisa. Kritizirano je i to da je pjesma „Stairway to Heaven“ (Led Zeppelina) stavljena tek na 31. mjesto dok pjesma „Bohemian Rhapsody“ (sastava Queen) je tek na 163. mjestu ljestvice. „Smoke on the Water“ (Deep Purplea) je na 426., a „Comfortably Numb“ (Pink Floyda) na 321. mjestu.
Najstarija pjesma liste je „Rollin' Stone“ od Muddy Waters iz 1950. na 459. mjestu. Najnovija je pjesma „Hey Ya!“ OutKasta iz 2003. godine na 180. mjestu ljestvice. Najčešće izabrani izvođač bili su Beatles s 23 pjesme.  Pjesma „La Bamba“ na 345. mjestu jedina je pjesma na popisu koja nije na engleskom jeziku.
Pjesme iz popisa odabrale su 172 osobe; glazbenici, producenti i glazbeni kritičari. Svaka je osoba mogla dati 50 glasova, odnosno, glasovati za 50 pjesama. Između ostalih članovi žirija bili su Ozzy Osbourne, Art Garfunkel, Elvis Costello, Joni Mitchell i Berry Gordy, što je dovelo do daljnjeg nezadovoljstva jer su članovi žirija mogli birati svoje pjesme. 
202 pjesme su iz 1960-ih, 144 iz 1970-ih, 72 iz 1950-ih, 55 iz 1980-ih, 24 iz 1990-ih dok su tri pjesme iz 2000-ih.

## Prvih 100 pjesama liste
1. „Like a Rolling Stone,“ Bob Dylan
2. „Satisfaction,“ The Rolling Stones
3. „Imagine,“ John Lennon
4. „What’s Going On,“ Marvin Gaye
5. „Respect,“ Aretha Franklin
6. „Good Vibrations,“ The Beach Boys
7. „Johnny B. Goode,“ Chuck Berry
8. „Hey Jude,“ The Beatles
9. „Smells Like Teen Spirit,“ Nirvana
10. „What’d I Say ,“ Ray Charles
11. „My Generation,“ The Who
12. „A Change Is Gonna Come,“ Sam Cooke
13. „Yesterday,“ The Beatles
14. „Blowin’ in the Wind,“ Bob Dylan
15. „London Calling,“ The Clash
16. „I Want to Hold Your Hand,“ The Beatles
17. „Purple Haze,“ Jimi Hendrix
18. „Maybellene,“ Chuck Berry
19. „Hound Dog,“ Elvis Presley
20. „Let It Be,“ The Beatles
21. „Born to Run,“ Bruce Springsteen
22. „Be My Baby,“ The Ronettes
23. „In My Life,“ The Beatles
24. „People Get Ready,“ The Impressions
25. „God Only Knows,“ The Beach Boys
26. „A Day in the Life,“ The Beatles
27. „Layla,“ Derek and the Dominos
28. „(Sittin’ On) The Dock of the Bay,“ Otis Redding
29. „Help!,“ The Beatles
30. „I Walk the Line,“ Johnny Cash
31. „Stairway to Heaven,“ Led Zeppelin
32. „Sympathy for the Devil,“ The Rolling Stones
33. „River Deep – Mountain High,“ Ike and Tina Turner
34. „You’ve Lost That Lovin’ Feelin’,“ The Righteous Brothers
35. „Light My Fire,“ The Doors
36. „One,“ U2
37. „No Woman, No Cry,“ Bob Marley and the Wailers
38. „Gimme Shelter,“ The Rolling Stones
39. „That’ll Be the Day,“ Buddy Holly and the Crickets
40. „Dancing in the Street,“ Martha & the Vandellas
41. „The Weight,“ The Band
42. „Waterloo Sunset,“ The Kinks
43. „Tutti Frutti,“ Little Richard
44. „Georgia on My Mind,“ Ray Charles
45. „Heartbreak Hotel“, Elvis Presley
46. „Heroes,“ David Bowie
47. „Bridge Over Troubled Water,“ Simon & Garfunkel
48. „All Along the Watchtower,“ Jimi Hendrix
49. „Hotel California,“ Eagles
50. „The Tracks of My Tears,“ Smokey Robinson and the Miracles
51. „The Message“, Grandmaster Flash
52. „When Doves Cry“, Prince
53. „Anarchy in the U.K.“, Sex Pistols
54. „When a Man Loves a Woman“, Percy Sledge
55. „Louie Louie“, The Kingsmen
56. „Long Tall Sally“ Little Richard
57. „A Whiter Shade of Pale,“ Procol Harum
58. „Billie Jean,“ Michael Jackson
59. „The Times They Are a-Changin’,“ Bob Dylan
60. „Let’s Stay Together,“ Al Green
61. „Whole Lotta Shakin’ Goin’ On,“ Jerry Lee Lewis
62. „Bo Diddley,“ Bo Diddley
63. „For What It’s Worth,“ Buffalo Springfield
64. „She Loves You,“ The Beatles
65. „Sunshine of Your Love,“ Cream
66. „Redemption Song,“ Bob Marley
67. „Jailhouse Rock,“ Elvis Presley
68. „Tangled Up in Blue,“ Bob Dylan
69. „Crying,“ Roy Orbison
70. „Walk On By,“ Dionne Warwick
71. „California Girls,“ The Beach Boys
72. „Papa’s Got a Brand New Bag,“ James Brown
73. „Summertime Blues,“ Eddie Cochran
74. „Superstition,“ Stevie Wonder
75. „Whole Lotta Love,“ Led Zeppelin
76. „Strawberry Fields Forever,“ The Beatles
77. „Mystery Train,“ Elvis Presley
78. „I Got You (I Feel Good),“ James Brown
79. „Mr. Tambourine Man,“ The Byrds
80. „I Heard It Through the Grapevine,“ Marvin Gaye
81. „Blueberry Hill,“ Fats Domino
82. „You Really Got Me,“ The Kinks
83. „Norwegian Wood (This Bird Has Flown),“ The Beatles
84. „Every Breath You Take,“ The Police
85. „Crazy,“ Patsy Cline
86. „Thunder Road,“ Bruce Springsteen
87. „Ring of Fire,“ Johnny Cash
88. „My Girl,“ The Temptations
89. „California Dreamin’,“ The Mamas and the Papas
90. „In the Still of the Night,“ The Five Satins
91. „Suspicious Minds,“ Elvis Presley
92. „Blitzkrieg Bop,“ Ramones
93. „I Still Haven’t Found What I’m Looking For,“ U2
94. „Good Golly Miss Molly,“ Little Richard
95. „Blue Suede Shoes,“ Carl Perkins
96. „Great Balls of Fire,“ Jerry Lee Lewis
97. „Roll over Beethoven,“ Chuck Berry
98. „Love and Happiness,“ Al Green
99. „Fortunate Son,“ Creedence Clearwater Revival
100. „You Can’t Always Get What You Want,“ The Rolling Stones

## Najčešće izabrani izvođači
1. The Beatles s 23 pjesme
2. The Rolling Stones s 14 pjesama
3. Bob Dylan s 12 pjesama
4. Elvis Presley s 11 pjesama
5. The Beach Boys i Jimi Hendrix, svaki sa 7 pjesama
6. Chuck Berry, James Brown, Led Zeppelin, Prince, Sly & the Family Stone i U2, svaki sa 6 pjesama
7. The Clash, The Drifters, Elton John, Little Richard, Ray Charles i The Who, svaki s 5 pjesama
8. Bob Marley i Nirvana s 4 pjesme svaki